# 金田美穗
金田美穗（日语：／ Kaneda Miho，1969年7月11日—），日本女性配音員。神戶山手女子短期大學畢業。原隸屬於大阪電視人才局（TTB），現在是自由身。AB型血。

## 演出

### 遊戲
- 格鬥天王 京（草薙靜、千堂圭輔）
- 侍魂 斬紅郎無雙劍（緋雨閑丸）
- 侍魂 天草降臨（緋雨閑丸）
- 侍魂 零（日语：サムライスピリッツ零）（緋雨閑丸）
- 侍魂 零特别版（日语：サムライスピリッツ零）（緋雨閑丸）

### 廣播劇CD
- 短篇廣播劇『侍魂 斬紅郎無雙劍』（緋雨閑丸）
- 短篇廣播劇『侍魂 天草降臨』（緋雨閑丸）
- 侍魂 THE BEST -Selected Characters-（緋雨閑丸）

### CD
- 格鬥天王 京
- 侍魂 斬紅郎無雙劍
- 侍魂 斬紅郎無雙劍 -Arrange Sound Trax-
- 侍魂 天草降臨
- 侍魂 天草降臨 -Arrange Sound Trax-
- 侍魂 THE BEST -Selected Characters-

## 外部連結
- 金田美穗的Facebook專頁 （日語）